# Christopher Polhem
Christopher Polhem, rodným jménem Christopher Polhammar (18. prosinec 1661, Tingstäde – 30. srpen 1751, Stockholm) byl švédský vynálezce, mechanik a průmyslník.

## Život
Když mu bylo osm, zemřel jeho otec. On se pak nespřátelil s novým mužem své matky a byl poslán ke strýci do Stockholmu, kde navštěvoval německou školu. Ovšem v jeho dvanácti letech zemřel i strýc, který mu platil školné, a musel tak ze školy odejít. Musel se začít živit jako zemědělský dělník. Přitom se ale prokázala jeho zručnost a zřídil si malou dílnu, kde konstruoval jednoduchá zařízení, jejichž prodejem si přivydělával. Časem se specializoval na hodiny. Právě ty dal místnímu faráři, aby ho naučil latinsky. Farář pak napsal dopis Andersi Spolemu (dědečkovi Anderse Celsia), který učil na Uppsalské univerzitě a talentovaného mladíka mu doporučil. Za opravu dvou hodin Spole Polhema přijal, v jeho 26 letech, ke studiu.
Teoretické vzdělání mu ovšem nestačilo, toužil především po jeho aplikaci do praxe, a to i průmyslové.
Jedním z prvních úspěchů, kterým na sebe upozornil, bylo zprovoznění nikdy nedokončeného středověkého orloje Petruse Astronomuse v katedrále v Uppsale.
Poté vynalezl vodou (vodním kolem) poháněný stroj, který mechanizoval činnost v měděném dole ve Falunu, čímž si získal přízeň krále Karla XI.
Roku 1704 založil továrnu ve Stjaernsundu, kde užil jako jeden z prvních průmyslníků princip pásové výroby a minimalizoval ruční práci. Opět využil jako zdroj energie především vodu. Jedním z originálních produktů, který Polhem v továrně nechal dle vlastních návrhů vyrábět, byl první visací zámek. Král byl novým systémem práce nadšený a osvobodil továrnu zcela od daní. Ovšem Polhemův systém vyvolal také nespokojenost dělníků, kteří se báli, že jim mechanizace vezme práci. Nakonec většina z továrny byla zničena při požáru v roce 1734, zachráněna byla jen ta část závodu, kde se vyráběly hodiny - ty se v továrně vyrábějí dodnes.
Navrhl též několik přehrad, suchých doků a plavebních komor - zajímavostí je, že jeho spolupracovníkem v tomto oboru byl jeho přítel a budoucí mystický filozof Emanuel Swedenborg. Naplánoval též kanál Göta, spojující východní a západní pobřeží Švédska.
Nezávisle na Gerolamo Cardanovi vynalezl kardanový kloub, jeho verze byla nazývána Polhemknut.
Napsal řadu esejů z různorodých oblastí: lékařství, sociální teorie, astronomie, geologie i ekonomie.
V roce 1716 byl povýšen do šlechtického stavu (od té doby také užíval jméno Polhem namísto rodného). Roku 1739 se stal členem švédské Královské akademie věd - tedy v roce jejího založení. Je vyobrazen na pětisetkorunové švédské bankovce.